# Liste de personnalités de l'Allier
Cet article présente une liste de personnalités de l'Allier, un département de France. Il comprend également des personnes qui, avant la création du département, avaient un lien avec la zone géographique couverte par le département (en particulier avec le Bourbonnais).
Chaque nom doit être obligatoirement accompagné d'une source fiable extérieure au réseau Internet.
- Haut – A
- B
- C
- D
- E
- F
- G
- H
- I
- J
- K
- L
- M
- N
- O
- P
- Q
- R
- S
- T
- U
- V
- W
- X
- Y
- Z

## A
- Aglaé Adanson, conceptrice de l'arboretum de Balaine[1]

- Théophile Alajouanine, professeur de médecine en neurologie[1],[2]

- Madeleine Albert, dernière femme guillotinée à Moulins pour parricide[1]

- Pierre d'Allarde (Cf. Biblio no 19[3])

- Achille Allier, écrivain romantique (Cf. Biblio no 1[1]no 9[4])

- Jean Ameurlain, instituteur, résistant[1]

- Jean-Louis Arbaretaz, graveur, prix de Rome[5].

- Saturnin Arloing, directeur de l'école vétérinaire de Lyon[1]

- Angélique Arnaud, écrivain, féministe[1]

- André Astier, accordéoniste, compositeur[1]

- Marcelle Auclair, écrivain, fondatrice du journal Marie-Claire (Cf. Biblio no 1[1] - no 2[5]. - no 9[4])

- Victor Auclair, architecte[6]

- Hubertine Auclert, suffragette, réformiste du droit des femmes[1]

- Matthieu Auroux des Pommiers, jurisconsulte et commentateur de la Coutume de Bourbonnais[6]

## B
- Théodore de Banville, poète, auteur dramatique[1]

- Philippe Barbarin, évêque de Moulins, cardinal-archevêque de Lyon[1]

- Jean Bardin, animateur radio (Cf. Biblio no 15[7])

- René Barjavel, écrivain (journaliste à Moulins)[5]

- Christian de Bartillat, éditeur, écrivain (Cf. Biblio no 8[8])

- Henri Baude, poète[1]

- Jean Bayet, directeur de l'École française de Rome, membre de l'Institut, latiniste[2]

- François Bazola, chef de chœur des Arts Florissants de William Christie[1]

- Joseph de Beaucaire, marquis, joueur de musette (Cf. Biblio no 1[1]no 9[4])

- Maréchal de Berwick, maréchal de France, fils naturel du roi Jacques II d'Angleterre[1]

- Georges Bidault, président du Conseil national de la résistance à partir de septembre 1943[1]

- Pierre Bodelin, général, baron d'Empire[1]

- Richard Bohringer, acteur (Cf. Biblio no 1[1] - no 8[8])

- Sandrine Bonnaire, actrice (Cf. Biblio no 1[1] - no 8[8])

- Albert Bonneau, romancier populaire[1]

- Louis Ier de Bourbon (1310-1341) (Cf. Biblio no 2[5]. - no 3[9])

- Jacques de Bourbon Busset, écrivain, académicien français (Cf. Biblio no 1[1] - no 2[5].)

- Xavier de Bourbon-Parme, frère de l'impératrice Zita d'Autriche[1]

- Étienne Bournier, avocat et poète[10]

- Borvo, dieu celte[5]

- Ginette Briant, romancière[1]

- Pierre Brizon, homme politique, député de l'Allier[6]

- Armand Brugnaud, peintre[1]

- Antoine Brun, astronome[11]

## C
- Arthur Callou, créateur du thermalisme moderne à Vichy[1]

- Louis-Auguste Camus de Richemont, général d’Empire, député libéral de l'Allier[1]

- Christophe de Carmone, président du parlement de Paris[1]

- Suzy Carrier, actrice[1]

- Laetitia Carton, réalisatrice documentariste

- Jacques II de Chabannes, maréchal de France (Cf. Biblio no 1[1] - no 2[5]. - no 3[9])

- Georges-Antoine Chabot de l'Allier, député, membre de la Cour de cassation, baron d’Empire[1]

- Henri de Chacaton, peintre orientaliste[1]

- Gabrielle Chanel (Coco Chanel), créatrice de mode[1]

- André Charbonnier, concepteur du parc d'attractions Le Pal[1]

- François-Ferdinand Chatel, fondateur de l'Église française[1]

- Auguste Chérion, compositeur et maître de chapelle[1]

- François Chevalier, professeur d'Université, historien[1]

- Jacques Chevalier, philosophe, écrivain (Cf. Biblio no 1[1] - no 2[5]. - no 9[4])

- Raymond Chigot, président du développement Afrique-Asie de la chaîne hôtelière Hilton[1]

- Jean Cluzel, sénateur, secrétaire perpétuel de l'Académie des sciences morales et politiques (Cf. Biblio no 1[1] - no 2[5].)

- François Colcombet, magistrat, homme politique français, ancien député de l'Allier

- Maurice Constantin-Weyer, écrivain, prix Goncourt en 1928[1]

- Léon Cote, prêtre, écrivain[1]

- « Le père Coulon ». Il portait une barbe de 3,35 mètres et figure sur de nombreuses cartes postales. (Cf. Biblio no 9[4])

- Amable de Courtais, général, républicain de 1848, député (Cf. Biblio no 7[12])

- Jean Couy, peintre et graveur[13]

- Marcellin Crépin-Leblond, imprimeur-éditeur à Moulins[1]

- Jeanne Cressanges, romancière (Cf. Biblio no 1[1] - no 2[5].)

## D
- Maurice Daubard, maître de yoga et de toumo[1]

- Raoul Dautry, ingénieur, ministre[1]

- Antoine Dauvergne, compositeur au Siècle des Lumières[1]

- Joseph Decoret, fondateur de la ville de "Ferryville" en Tunisie[1]

- Georges Delbard, horticulteur[1]

- Charles Delorme, médecin de Charles III, Louis XII et Louis XIV[1]

- Marcellin Desboutin, graveur, peintre, auteur dramatique (Cf. Biblio no 1[1] - no 9[4])

- Constant Detré, peintre (Cf. Biblio no 12[14])

- Antoine Destutt de Tracy, philosophe, député du Bourbonnais aux États généraux (Cf. Biblio no 1[1] - no 6[15])

- Paul Devaux, graveur sur bois et illustrateur[1]

- Marx Dormoy, ministre du Front populaire[1]

- Ferdinand Dubreuil, graveur sur bois et peintre[6]

- Jacques Alexandre Duchet, industriel verrier[2]

- Henriette Dussourd, écrivain, historienne du Bourbonnais[1]

## F
- René Fallet, écrivain (Cf. Biblio no 1[1] - no 2[5].)

- Jean-Baptiste Faure, baryton[1]
- Albert Fleury, poète et écrivain français

- Pierre Fournier des Corats, sculpteur[1]

- Emile Fradin, découvreur du site de Glozel[1]

- Maurice Franc, historien, archéologue[1]

- Anne de France, régente de France (Cf. Biblio no 1[1] - no 3[9])

## G
- Jean-Baptiste Gaby, résistant, mort en déportation[1]

- Camille Gagnon, historien régionaliste (Cf. Biblio no 1[1] - no 2[5].)

- Michel de Gallard, peintre[5]

- Abel Gance, pionnier du cinéma[1]

- Louis Ganne, compositeur[1]

- Alexandre Ganesco, peintre, exposé au musée Carnavalet. (Cf. Biblio no 14[16])

- Saint Gilbert, patron du Bourbonnais[1]

- Yohann Gozard, photographe plasticien

- Catherine Greuillet, soprano[1]

- François de Grossouvre (Cf. Biblio no 16[17])

- La Guiche, comte de Saint-Gérand, victime d'une machination à sa naissance[1]

- Armand Guillaumin, peintre impressionniste[1]

- Émile Guillaumin, écrivain, syndicaliste (Cf. Biblio no 1[1] - no 2[5]. - no 9[4])

- Louis Guillouet d'Orvilliers, amiral, vainqueur de la bataille d'Ouessant (1778)[1]

- Jean Guitton, académicien, écrivain, philosophe[1]

- André Guy, auteur régionaliste[1]

## H
- Henri Harpignies, artiste-peintre, Musée d'Orsay. (Cf. Biblio no 9[4])

## J
- Just Jaeckin, cinéaste, réalisateur du film "Emmanuelle"[1]

- Lily Jean-Javal, écrivain (Cf. Biblio no 2[5]. - no 9[4])

- Marc Juge, commissaire de police et résistant[18]

## K
- Kaolin, groupe rock (Cf. Biblio no 17[19])

## L
- Benoît-Joseph Labre, saint, patron des pèlerins[1]
- Jacques Lagardette, peintre et historien local [1]

- Lucien Lamoureux, député, ministre[1]

- Léonce de Lambertye, botaniste (Cf. Biblio no 11[20])

- Valery Larbaud, écrivain et traducteur (Cf. Biblio no 1[1] - no 2[5]. - no 9[4])

- Jean-Michel Lartigaud, peintre (création de tapisseries d'Aubusson).(Cf. Biblio no 1[1] - no 2[5]. - no 8[8])

- André Lajoinie, candidat à la présidentielle, député[1]

- Jacques Laurent, poète[1]

- Aimé Laussedat, chercheur scientifique[1]
- Henri Laville, écrivain

- Saint Léobartin, martyr bourbonnais[1]

- Marcel Lépée, philosophe[1]

- François-Xavier Lesbre, directeur de l'École véterinaire de Lyon, correspondant de l'Institut[6]

- Simone Léveillé, résistante, officier des services de renseignement[21]

- André Lichnerowicz, chercheur en mathématiques[1]

- Guy Ligier, constructeur automobile, pilote de F1 (Cf. Biblio no 18)

- Françoise des Ligneris, écrivain (Cf. Biblio no 1[1] - no 2[5].)

- Albert Londres, journaliste[1]

- André Lwoff, prix Nobel de médecine en 1965[1]

## M
- Jules Maigret, personnage de fiction, commissaire de police[1]

- Émile Mâle, historien d'art, archéologue, académicien[1]

- Claude Malhuret, cofondateur de Médecins sans Frontières, maire de Vichy[1]

- Louis Marcoussis, peintre

- Jean Mathe, résistant, fusillé avec quarante et un de ses compagnons en 1944[1]

- François Maugenest, député de l'Allier au Conseil des Cinq-Cents et au Corps législatif[22]

- Saint Mayeul, abbé de Souvigny(Cf. Biblio no 1[1] - no 2[5].)

- Saint Menoux, saint vénéré en Bourbonnais (débredinoire)[1]

- André Messager, compositeur[1]

- Pierre Miquel, professeur en Sorbonne, historien (Cf. Biblio no 1[1] - no 8[8])

- Antoine Mizauld, médecin, astrologue (Cf. Biblio no 1[1] - no 2[5].)

- Yvonne Monceau, historienne, créatrice du Musée du Bourbonnais[1]

- Gilbert Montagné, chanteur[1]

- Louise de Montaignac, béatifiée par le pape Jean-Paul II[1]

- Palamède de Montaignac de Chauvance, ingénieur[1]

- Charles de Montpensier, duc de Bourbon, connétable de France (Cf. Biblio no 1[1] - no 3[9])

- Ernest Montusès, journaliste, homme politique, poète, écrivain[1]

- Jeanne Moreau, actrice[1]

- Annet Morio de L'Isle, baron de L'Isle et de l'Empire, général de brigade (Cf. Biblio no 4[23])

- Joseph Antoine Morio de Marienborn, comte de Marienborn, général de division westphalien, ministre de la guerre de Westphalie (Cf. Biblio no 4[23])

- Moulins (le Maître de), peintre du triptyque de la cathédrale de Moulins (Cf. Biblio no 10[24])

## N
- Louis Neillot, peintre, né à Vichy le 10 février 1898 (Cf. Biblio no 1[1] - no 2[5].)

- Nicolas de Nicolay, géographe (Cf. Biblio no 1[1] - no 2[5].)

## O
- Saint Odilon, abbé de Souvigny (Cf. Biblio no 1[1] - no 2[5].)

- Pierre Outin, peintre[1]

## P
- Mila Parely, actrice[1]

- Jacques Paris, conteur, écrivain bourbonnais[1]

- Saint Patrocle, ermite (Cf. Biblio no 1[1] - no 2[5].)

- Jacqueline Pelletier-Doisy, écrivain[1]

- François Peron, explorateur[1]

- Marie Petit, aventurière du XVIIIe siècle[1]

- Pierre Petit, savant du XVIIe siècle[1]

- Jean-Luc Petitrenaud, critique gastronomique et animateur de radio et de télévision

- Abbé Michel Peynot, historien et généalogiste du Bourbonnais[25]

- Charles-Louis Philippe, écrivain (Cf. Biblio no 1[1] - no 2[5]. - no 9[4])

- René Picandet, évêque d'Orléans[2]

- Georges Piquand, historien et ethnographe du Bourbonnais[1]

- Saint Pourçain, abbé (Cf. Biblio no 1[1] - no 2[5].)

- Pierre Pradel, historien de l'art, membre de l'Institut[6]

- Sainte Procule, patronne de Gannat[1]

## R
- Thomas Regnaudin, sculpteur[1]
- Marcel Régnier, ministre,

- Gaston Rivière, cornemuseux (Cf. Biblio no 1[1] - no 2[5].)

- Gabrielle Robinne, comédienne (Cf. Biblio no 13[26])

- Georges Rougeron, président du Conseil général de l'Allier, sénateur, historien (Cf. Biblio no 4[23] - no 5[27] - no 6[15] - no 7[12])

- Yvonne Rozille, comédienne (Cf. Biblio no 20[28])

## S
- Jeanne Scheider, musicienne, fondatrice d'un institut pour jeunes aveugles[1]

## T
- Henri Tachan, auteur, compositeur, interprète[1]

- Audrey Tautou, actrice (Cf. Biblio no 1[1]no 8[8])
- Simone de Tervagne, journaliste et femme de lettres française

- Christophe Thivrier, premier maire socialiste (le député en blouse) (Cf. Biblio no 1[1] - no 2[5]. - no 4[23] - no 9[4])

- Isidore Thivrier, fils de Christophe, député refusant les pleins pouvoirs au maréchal Pétain (Cf. Biblio no 4[23])

- Goussaut de Thoury, maître des Eaux et forêts du Bourbonnais, puissant seigneur du XIVe siècle.

- La comtesse de Thoury, maîtresse de François Ier

- Nicolas Thurot, petit berger bourbonnais devenu général d'Empire[1]

- Charles Gilbert Tourret, ingénieur, député, ministre, préfet de l'Allier (Cf. Biblio no 1[1] - no 5)

- Henri Thévenin, compositeur, poète

- Augustin Trapenard, journaliste culturel et critique littéraire

## V
- Marcel Vacher (1858-1919), maire de Montmarault, député de l'Allier (1895 - 1898), commandeur du Mérite agricole et officier de la Légion d'honneur[2]

- Max Vauthey, docteur en médecine, archéologue, secrétaire général de la Société d'Histoire et d'Archéologie de Vichy, directeur de la Revue Archéologique du Centre

- Jean-Charles Varennes, historien, écrivain (Cf. Biblio no 1[1] - no 2[5]. - no 3[9] - no 9[4])

- Hugues Vertet, archéologue, directeur de recherches au CNRS[1]

- Blaise de Vigenère, écrivain bourbonnais[1]

- Claude Louis Hector de Villars, maréchal de France, académicien[1]

- Robert Villatte des Prûgnes, gastronome, naturaliste, historien[1]

- Amable Villiet dit Villiet-Marcillat, poète bourbonnais[29].

- Joseph Viple, maire d'Ébreuil, historien du Bourbonnais[30]

## W
- Roger Walkowiak, vainqueur du Tour de France 1956[1]